# Basţāmlū
Basţāmlū (persiska: بسطاملو) är en ort i Iran.   Den ligger i provinsen Östazarbaijan, i den nordvästra delen av landet, 500 km nordväst om huvudstaden Teheran. Basţāmlū ligger 375 meter över havet och antalet invånare är 598.
Terrängen runt Basţāmlū är kuperad åt sydost, men åt nordväst är den platt. Runt Basţāmlū är det ganska glesbefolkat, med 42 invånare per kvadratkilometer. Närmaste större samhälle är Khomārlū, 8,8 km sydväst om Basţāmlū. Trakten runt Basţāmlū består till största delen av jordbruksmark.